# Кербер (супутник)
Кербер (Kerberos; також S/2011 (134340) 1 та P4) — четвертий супутник Плутона. Відкритий 28 червня 2011 року. Має неправильну форму: довжина 12 км, ширина 4,5 км. За коефіцієнтом відбивання поверхні схожий на інші невеликі супутники Плутона — приблизно 50 відсотків — і наводить на думку, що Кербер, як і інші, вкритий порівняно чистим водяним льодом.

## Орбітальні характеристики

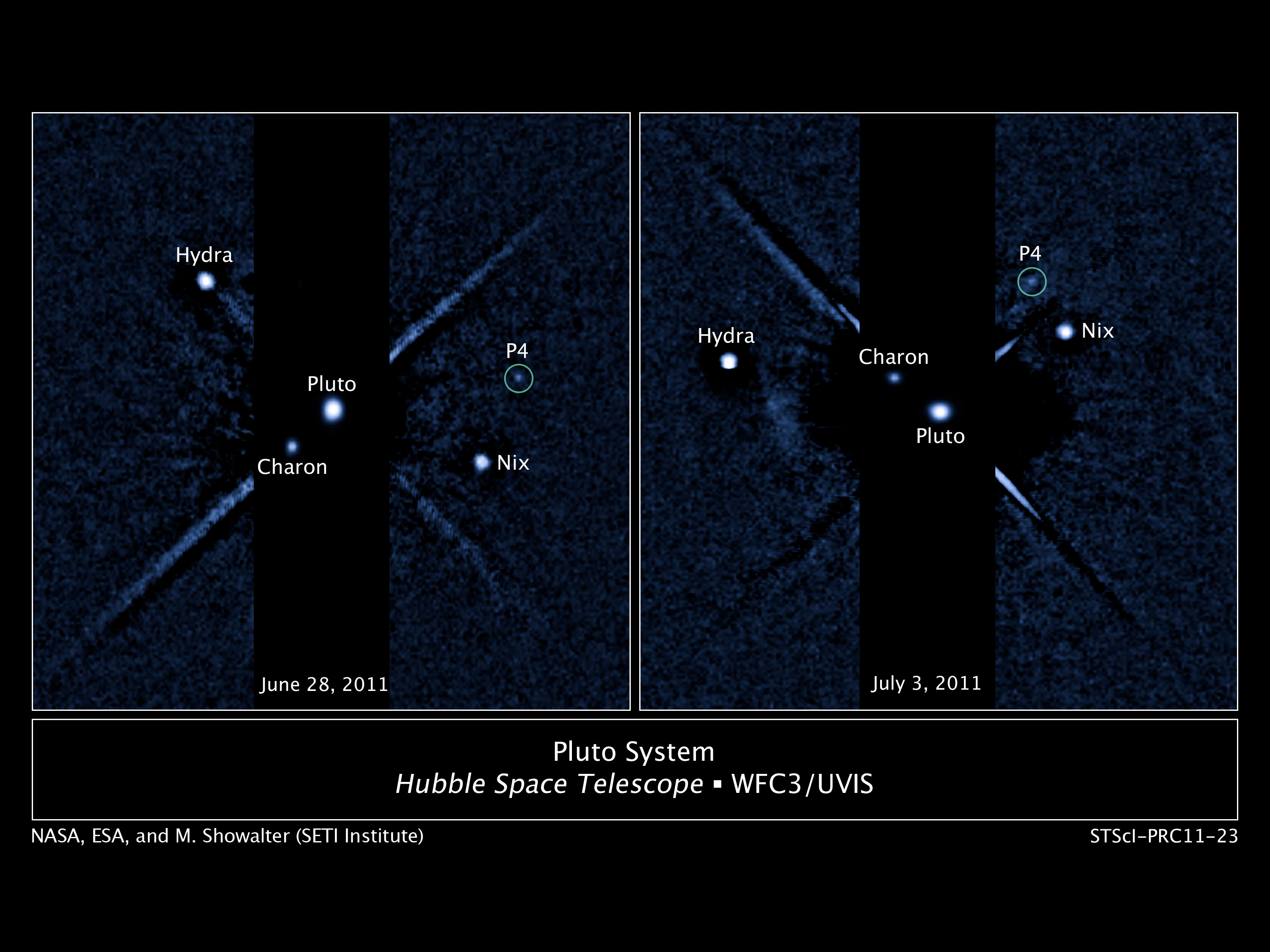
Супутники Плутона. S/2011 P 1 (P4) обведений кружком.

Велика піввісь орбіти супутника дорівнює приблизно 59 000 км.
Орбіта P4 знаходиться між орбітами двох інших супутників Плутона — Нікти та Гідри. Період обертання навколо Плутона — 31 день.

## Відкриття

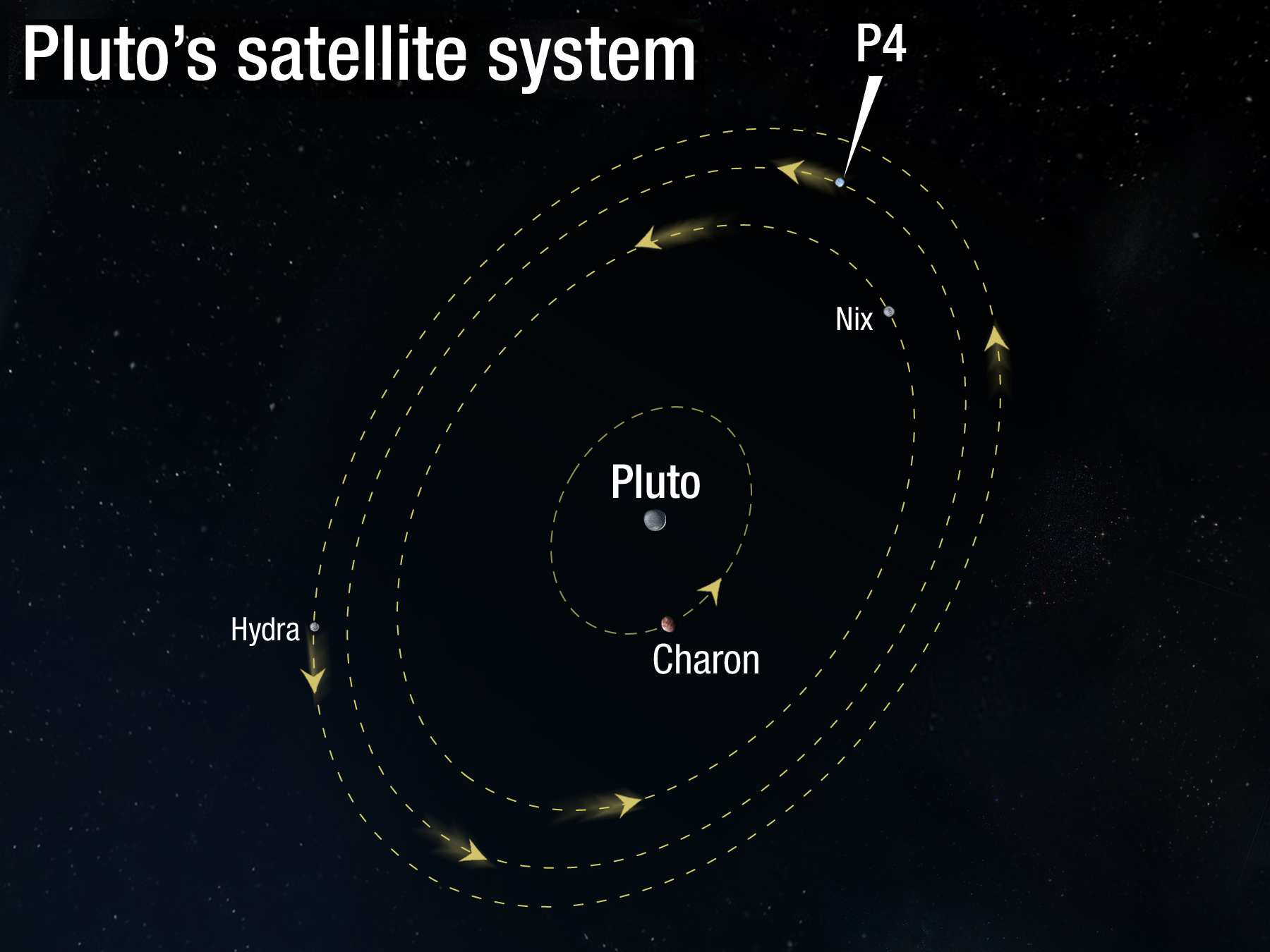

Супутник було виявлено при обстежені неба космічним телескопом «Хаббл» 28 червня 2011 року. Нові фотографії були отримані 3 та 18 липня. Офіціально відкриття нового супутника було підтверджено 20 липня.
Об'єкту дано тимчасове позначення P4. Як було оголошено, супутник був виявлений випадково, тобто, його відкриття не було результатом спланованих пошуків.
Як заявляють в НАСА, вивчення супутника S/2011 P 1 буде включено в програму досліджень, які буде проводити в 2015 космічним апаратом «New Horizons» ("Нові горизонти ").

## Назва
Поточну назву було тимчасово дано об'єкту після відкриття згідно з системою класифікації астрономічних об'єктів. Марк Шоуолтер, який очолює групу вчених, які відкрили новий супутник, заявив, що супутнику буде присвоєно ім'я з грецької міфології, так чи інакше пов'язане з підземним царством мертвих (продовжуючи ряд — Плутон (бог підземного царства), Харон (перевізник душ через річку Стікс) і тощо).